# 東京都立武蔵村山東高等学校
東京都立武蔵村山東高等学校（とうきょうとりつ むさしむらやまひがしこうとうがっこう）は、かつて東京都武蔵村山市大南にあった全日制普通科の都立高等学校。

## 概要
開校前は都の廃材置き場となっていた上に、開校初年度は整備が追いつかぬ侭に見切り発車の状態で新学期を迎えた。校庭の一部は整備が不十分だったため、隣接の国立音楽大学グラウンドで体育の授業を行ったこともあった。体育館やプールも2年度にようやく設備が整った。
校舎は当初、白を基調とした壁と柱を海老茶色、非常階段がオレンジ、時計が配置された中央階段部は黄土色と都立高校校舎としては奇抜なカラーリングであった。後に開校する東京都立上水高等学校への移行期から東京都のカラーであるグリーンを基調とする配色へ変更されている。
校章は桑の葉をモチーフにしたものである。これは昔、校舎界隈で養蚕が盛んであった時代にみられた桑畑が基となっている。
制服は、海老茶のブレザーに白黒の千鳥格子柄のスラックスとスカート、男子は紺で女子は赤のネクタイである。
1999年に武蔵村山地区単位制高等学校基本計画検討委員会設置され、同じ全日制普通科高校だった東京都立砂川高等学校と統合し、校舎を東京都立武蔵村山東高等学校校舎を流用する方針が決まる。2004年4月に新設される東京都立上水高等学校にあわせ、2004年3月をもって閉校となった。
2004年5月本校、元教諭の平沢正規が校名を由来とする小惑星7892 Musamurahigashiを命名権の行使により命名。

## 沿革

### 略歴
- 設置学科　全日制課程　
  - 普通科
- 学校群制度時代
  - 単独選抜
- グループ合同選抜制度時代
  - 第8学区81グループ（1982年 - 1994年）

### 年表
- 1976年4月 - 開校
- 2004年3月 - 閉校

## 主な出身者
- 寺島まゆみ - 元女優
- 酒井大史 - 東京都立川市長
- 羽村亜美 - フリーアナウンサー